# James Wolk
James Joseph Wolk (Farmington Hills, 22 de março de 1985), também chamado como Jimmy Wolk, é um ator americano, conhecido por seus papéis na série Lone Star, em 2010, e no filme You Again.

## Vida e carreira
Em 2008 James participou de telefilme Front of the Class, como Brad Cohen. Em seguida, ele interpretou o personagem-título em Solving Charlie, no canal ABC em 2009. Em 2010, foi escalado para a série da Fox Lone Star, como Robert/Bob Allen, um homem do Texas casado com a filha de um de seus alvos que, simultaneamente, mantinha um relacionamento em outra cidade. Apesar de opiniões favoráveis dos críticos, Lone Star foi cancelado pela Fox, após a exibição de apenas dois episódios.
Em 2013, foi escalado para o elenco da série da CBS The Crazy Ones, interpretando Zach Cropper. A série, no entanto foi cancelada após sua primeira temporada.
Sua família é judia. Ele se formou na North Farmington High School, em 2003, e na Universidade de Michigan, para música, teatro e dança, em 2007.
James está no Conselho de Administração da Fundação Brad Cohen para portadores de Síndrome de Tourette. Ele também é voluntário no "Camp Twitch and Shout", que é um acampamento para crianças (7-17 anos) com Síndrome de Tourette na Georgia.

## Filmografia e televisão
- 2006 - The Spiral Project
- 2008 - Forgotten Land
- 2008 - As the World Turns
- 2008 - Front of the Class
- 2009 - Solving Charlie
- 2009 - 8 Easy Steps
- 2010 - Lone Star
- 2010 - You Again
- 2012 - Shameless
- 2012 - Happy Endings
- 2012 - Political Animals
- 2012 - For a Good Time, Call...
- 2013 - Mad Men
- 2013 - The Crazy Ones[1]
- 2015 - 2017 Zoo[2]
- 2018 - Tell Me a Story